# Армия Украинской Народной Республики

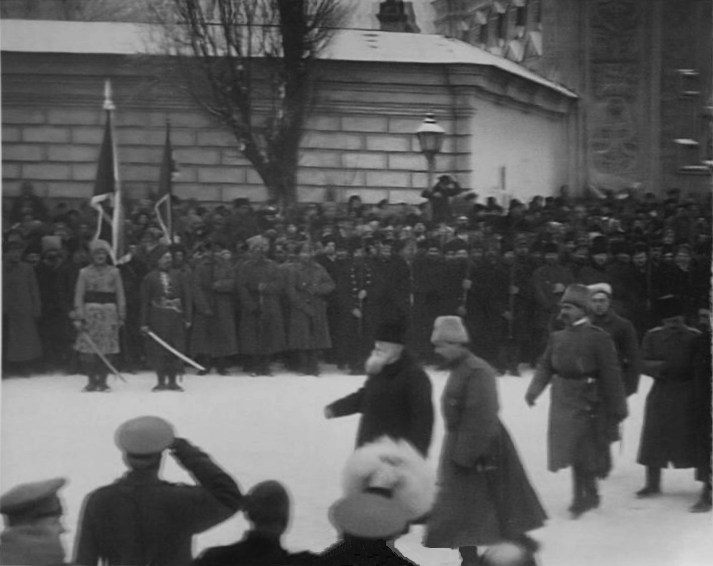
Глава Центральной Рады Михаил Грушевский на военном параде в Киеве. 1917.

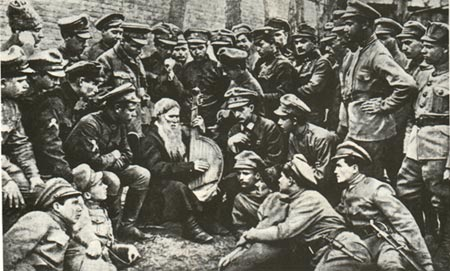
Солдаты Украинской Народной Республики слушают кобзаря Антона Митяя. 1917.

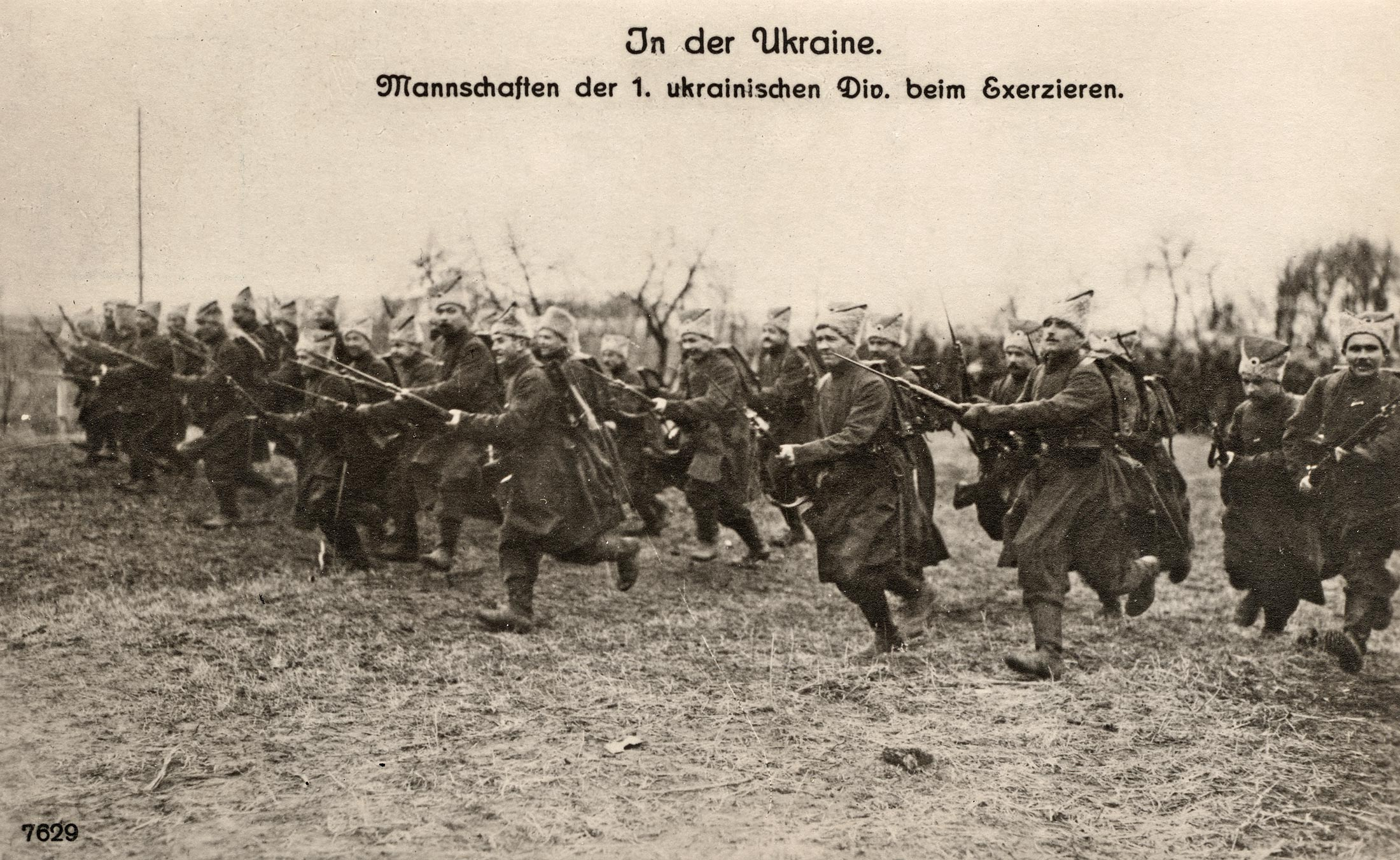
Первая Украинская дивизия Синежупанников на полевых занятиях. 1918.

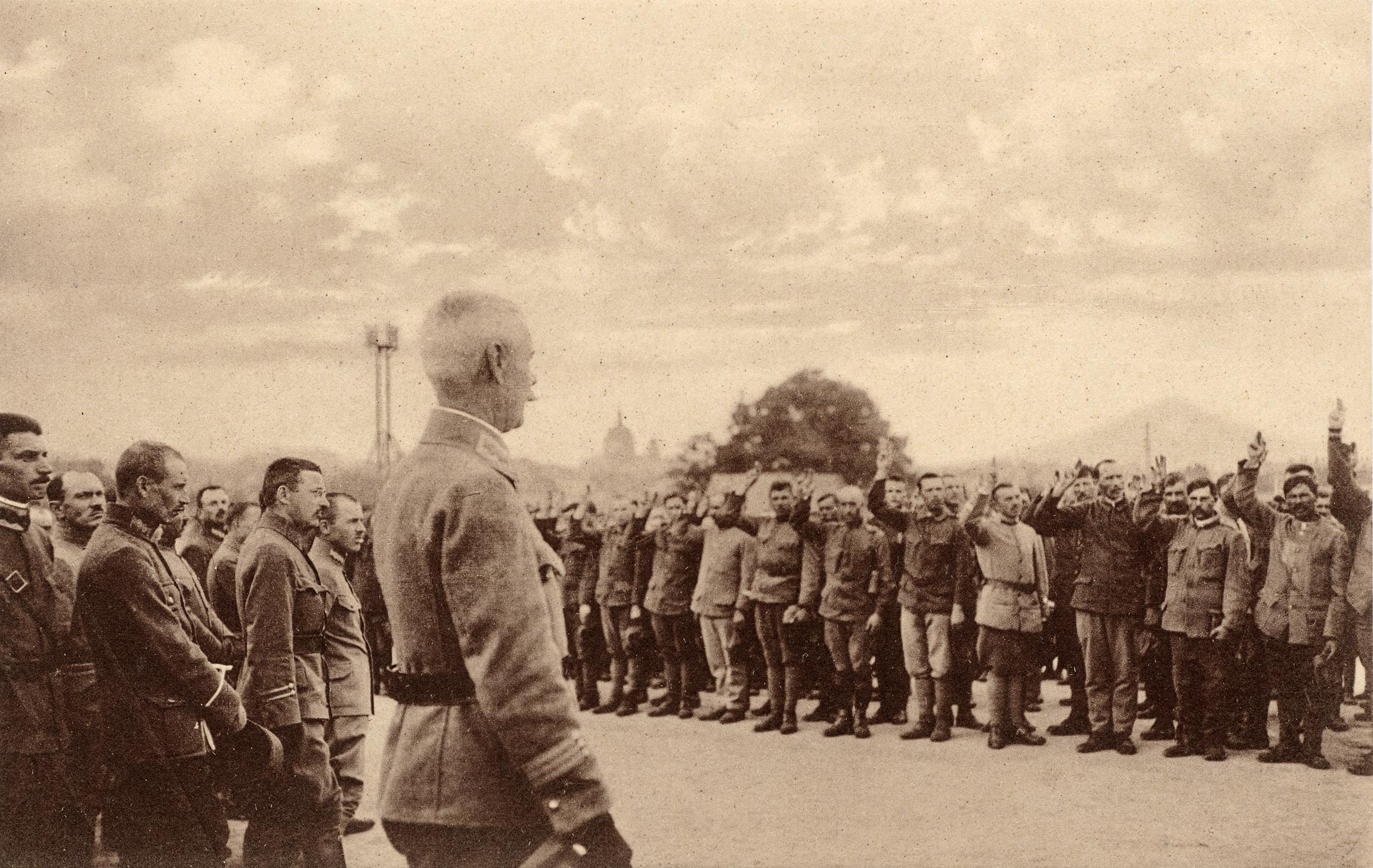
Военнопленные бывшей Австро-Венгерской армии украинской национальности, освобождённые из сербского плена, присягают на верность Украине. 3 августа 1919 года.

Армия Украинской Народной Республики (Армия УНР) (укр. Армія Української Народної Республіки) — вооружённые силы Украинской Народной Республики (Украинской Центральной рады), создававшиеся в 1917—1920 годах из добровольцев на основе демобилизованных Центральной радой украинизированных частей Русской армии, отрядов «Вольного казачества», военнопленных-украинцев из состава австро-венгерской и германской армий. С ноября 1918 года по ноябрь 1920 года — регулярная армия Украинской Народной Республики. 
В январе — ноябре 1919 года в состав армии УНР входила Галицкая армия Западно-Украинской Народной Республики.

## Формирование и состав
Ядром формирования вооружённых сил Центральной рады УНР стал 34-й армейский корпус Русской армии под командованием генерала П. П. Скоропадского, украинизированный в августе — сентябре 1917 года и переименованный в 1-й Украинский корпус.
В сентябре 1917 года на базе российского 6-го армейского корпуса был сформирован 2-й Сечевой Запорожский корпус (командующий — генерал Г. А. Мандрыка). В начале ноября украинцы — офицеры, унтер-офицеры и солдаты Финляндского лейб-гвардии пехотного полка Российской императорской армии сформировали Гайдамацкий курень под командованием сотника Пустовита. В декабре Симон Петлюра, ушедший в отставку с поста секретаря военных дел, сформировал из добровольцев, преимущественно унтер-офицеров и солдат киевских военных школ, Гайдамацкий кош Слободской Украины. Зимой 1917—1918 годов некоторые из этих частей принимали участие в боях против большевистских войск на Левобережной Украине и во время обороны Киева; в то же время многие украинизированные части, поддержавшие Центральную Раду в 1917 году, объявили о нейтралитете и отказались участвовать в военном конфликте между УНР и Советской Россией, в состав которой в то время входила провозглашëнная большевиками в Харькове Украинская народная республика Советов.
Заключив Брестский мир с Центральными державами и провозглашая принцип формирования вооружённых сил на милицейской основе, Центральная рада отказалась от содержания регулярной армии — украинизированных формирований, созданных на базе фронтовых частей Юго-Западного (с декабря 1917 года — Украинского) фронта, поддержавших Центральную раду. Бо́льшая часть украинских войск, брошенных Центральной радой на произвол судьбы, были или разбиты красногвардейскими отрядами при попытке пробиться в нейтральную зону на границе с Советской Россией, или самораспустились под воздействием большевистской агитации.
В марте-апреле 1918 года армия УНР насчитывала приблизительно 15 тыс. человек, 60 пушек, 250 пулемётов. После ликвидации Украинской Народной Республики и провозглашения генерала Скоропадского гетманом Украинской державы, армия УНР стала основой для формирования Вооружëнных сил Украинской державы.
В ноябре 1918 года, во время антигерманского и антигетманского восстания, войско Директории восстановленной Украинской Народной Республики состояло из Отдельного отряда «сечевых стрельцов», Запорожского корпуса, отдельных частей Серожупанной дивизии, дивизии «сердюков». В состав армии УНР входили также повстанческие формирования: «Запорожская Сечь» атамана Е. Божко (1 тыс.), Херсонская дивизия атамана Григорьева (6 тыс.), Днепровская дивизия атамана Зелёного (8 тыс.) и ряд других повстанческих формирований.
В декабре 1918 года численный состав армии УНР достигал 300 тыс., но после 5-месячной войны с Советской Украиной, в связи с массовым дезертирством и с организованным переходом многих частей и соединений армии УНР на сторону Украинской советской армии, осталось только 30 тыс. солдат.
Весной 1919 года армия УНР была реорганизована. Из 11 дивизий было создано 5 самостоятельных групп:
- «Сечевых стрельцов» (полк. Е. Коновалец) — 4,7 тыс.;
- Запорожская (полк. В. Сальский) — 3 тыс.;
- Волынская (ген. В. Петров) — 4 тыс.;
- Дивизия полковника О. Удовиченко — 1,2 тыс.;
- Группа атамана Ю. Тютюнника — 3,5 тыс.[3].

В июле-августе 1919 года Армия УНР, которая насчитывала, включая Галицкую армию, 35 тыс. бойцов, начала поход по двум направлениям (на Киев и на Одессу), который завершился неудачей.
6 ноября 1919 года командование Галицкой армии подписало соглашение о переходе на сторону Вооружённых сил Юга России.
В конце ноября 1919 года «Надднепрянская армия УНР» численностью около 10 тыс. человек была окружена противниками в районе Мирополь — Любар — Староконстантинов: с запада — польскими войсками, с севера и востока — Красной армией, с юга — Вооружёнными Силами Юга России. Командование армии УНР приняло решение заключить перемирие с поляками и перейти на их сторону.
Численность офицерского корпуса армии УНР была меньше чем в гетманской армии, и в 1919 – 1920 гг. составляла 2800 – 3800 человек.
2 декабря 1919 года армия УНР прекратила своё существование как регулярные вооружённые силы Украинской Народной Республики: штаб армии и её главнокомандующий Семён Петлюра сдались полякам и были интернированы. Самораспустился и сдался в плен полякам «корпус сечевых стрельцов» полковника Е. М. Коновальца, состоявший в основном из галичан, бывших австро-венгерских военнопленных в Российской империи. Часть войск (так называемая «Украинская коммунистическая армия», 4.2 тыс. человек) под командованием полковника Е. И. Волоха организованно перешла на сторону Красной армии. Остальные войска (так называемая «Действующая армия УНР») перешли к партизанским методам борьбы и 6 декабря 1919 года под командованием генерал-хорунжего М. В. Омельяновича-Павленко отправились в рейд по тылам деникинцев и советских войск, известный как «Первый зимний поход армии УНР» (6 декабря 1919 − 6 мая 1920). К началу «Первого зимнего похода» в составе сводной боевой группы армии УНР насчитывалось около 5 тыс. солдат, но лишь 2680 были пригодны к бою, а остальные — раненые или больные тифом — были оставлены полякам.
6 мая 1920 года, после пятимесячного рейда по тылам противника, войска Омельяновича-Павленко в районе Тульчина объединились с восстановленной и действующей в составе Войска Польского украинской армией под командованием Петлюры. К концу первого зимнего похода (май 1920) из состава армии УНР, интернированной поляками, оставалось 397 офицеров и 5950 солдат.
В ходе советско-польской войны, к началу польского наступления на Киев, поляками из бывших военнослужащих армии УНР, находившихся в лагерях для военнопленных, и мобилизованных на оккупированной поляками территории украинцев была вновь сформирована и вооружена «армия УНР», действовавшая на южном участке польско-советского фронта (на Подолье и в Галиции), на стороне Войска Польского. 

Её состав на июль 1920 г.:
- 1-я Запорожская стрелковая дивизия
- 2-я Волынская стрелковая дивизия
- 3-я Железная стрелковая дивизия
- 4-я Киевская стрелковая дивизия
- 5-я Херсонская стрелковая дивизия
- 6-я Сечевая стрелковая дивизия
- Отдельная конная дивизия
- Бронепоезд «Кармелюк»[3]

В октябре 1920 года «армия УНР второго формирования» насчитывала 23 тыс. человек. 18 октября 1920 года вступило в силу польско-советское перемирие, однако армия УНР, совместно с частями 3-й русской армии, продолжала боевые действия. В ноябре 1920 года войска двух армий пытались вести наступление в Подольской губернии, однако в тяжëлых боях с частями Красной армии потерпели поражение и вынуждены были отступить на запад, на польскую территорию. Перейдя реку Збруч (приток Днестра), армия УНР в ноябре 1920, по условиям польско-советского перемирия, была вторично интернирована поляками.

## Повстанческие формирования из бывших воинов Армии УНР (1921—1922)
В ноябре 1921 года военнослужащими армии УНР была проведена последняя крупная военная акция — «Второй Зимний Поход», закончившийся неудачей. Сформированная в польских лагерях для военнопленных плохо экипированная 1,5-тысячная группировка украинских войск под общим командованием Юрия Тютюнника тремя колоннами выступила в рейд с территории Польши и Румынии на территорию Советской Украины в надежде спровоцировать всенародное антибольшевистское восстание, однако была разгромлена частями Красной Армии, а многочисленные мелкие очаги восстания подавлены.
1 мая 1922 года была создана Подольская повстанческая группа атамана Якова Гальчевского, в состав которой входило 4 конных бригады. На 1 августа 1922 командирами бригад были:
1-я бригада — Яков Голюк,
2-я бригада — Василь Лисовый,
3-я бригада — Мирон Лыхо,
4-я бригада — Семён Хмара-Харченко.

## Личности
- Петлюра, Симон Васильевич — Главный Атаман Армии УНР, глава Директории УНР.
- Скоропадский, Павел Петрович — командир 1-го Украинского корпуса, затем гетман Украинской Державы.
- Болбочан, Пётр Фёдорович — полковник Aрмии УНР, командир 2-го Запорожского конного полка Запорожской дивизии.
- Бобровский, Борис Павлович — генерал-поручик Армии УНР
- Волох, Емельян Иванович — полковник Aрмии УНР, командир 3-го Гайдамацкого полка, Ударной Гайдамацкой бригады.
- Вротновский-Сивошапка, Константин Германович — полковник, глава ветеринарной управы, член Центральной Рады
- Присовский, Константин Адамович — генерал-хорунжий Aрмии УНР.
- Коновалец, Евгений Михайлович — полковник Aрмии УНР, командир oтдельного полкa «сечевых стрельцов».
- Григорьев, Никифор Александрович — полковник Aрмии УНР, командир Херсонской дивизии.
- Гальчевский, Яков Васильевич — командир Подольской повстанческой группы (четырёх конных бригад) Армии УНР.
- Гандзюк, Яков Григорьевич — генерал-майор, командир 1-го Украинского корпуса
- Сальский, Владимир Петрович — генерал-хорунжий Aрмии УНР.
- Сафонов, Яков Васильевич — генерал-майор
- Сливинский (Слива), Александр Владимирович — полковник, начальник Генштаба
- Удовиченко, Александр Иванович — генерал-полковник Aрмии УНР.
- Тютюнник, Василий Никифорович — генерал-хорунжий Aрмии УНР.
- Тютюнник, Юрий Осипович — генерал-хорунжий Aрмии УНР.
- Омельянович-Павленко, Михаил Владимирович — генерал-полковник Aрмии УНР.
- Омельянович-Павленко, Иван Владимирович — генерал-хорунжий Aрмии УНР.
- Греков, Александр Петрович — командующий Армией УНР, командующий Галицкой армией.
- Юнаков, Николай Леонтьевич — генерал-полковник Aрмии УНР.
- Петров, Всеволод Николаевич — военный министр УНР.
- Капустянский, Николай Александрович — генерал-хорунжий Aрмии УНР.
- Шандрук, Павел Феофанович — генерал-хорунжий Aрмии УНР.
- Безручко, Марк Данилович — генерал-хорунжий Aрмии УНР.
- Алмазов, Алексей Дмитриевич — генерал-хорунжий Aрмии УНР.
- Билинский, Иван Фёдорович — генерал-хорунжий Aрмии УНР.
- Билинский, Михаил Иванович — контр-адмирал, начальник дивизии морской пехоты Aрмии УНР.
- Бискупский, Василий Викторович — генерал Aрмии УНР, командир дивизии Одесской группы Aрмии УНР.
- Бурковский, Александр Оттович — генерал-хорунжий Aрмии УНР.
- Галкин, Алексей Семёнович — генерал-полковник Aрмии УНР.
- Дельвиг, Сергей Николаевич — генерал-полковники армии УНР.
- Загродский, Александр Александрович — генерал-хорунжий Aрмии УНР.
- Кирей, Василий Фадеевич — генерал-хорунжий Aрмии УНР.
- Натиев, Иван Иванович — генерал-хорунжий Aрмии УНР.
- Синклер, Владимир Александрович — генерал-поручник Aрмии УНР.
- Красовский, Николай Александрович — полковник Армии УНР.
- Сулковский, Борис Иосифович — полковник Армии УНР.

## Присяга
Клянусь честью гражданина Украинской Народной Республики и торжественно присягаю Всевышнему Богу верно служить Украинской Народной Республике послушно повиноваться её верховной власти Директории, правительству и народной армии. Клянусь уважать и защищать приказы и всякие препоручення их по службе, точно их выполнять против всякого врага Украинской Народной Республики и трудящихся, кто-бы этот враг не был и где только воля Верховной Республиканской власти будет требовать: на воде, на суше, в воздухе, в день и ночь, в боях, наступлениях, в стычках и всякого рода предприемствах, словом на каждом месте, в любой время и в каждом случае храбро и мужественно до последней капли крови бороться. Своих воинских частей, флагов и оружия ни в коем случае не бросать, с врагом ни в какие, даже самые малые сговоры, не входить, всегда вести себя так, как этого военные законы и честь воина-рыцаря требуют, таким способом и честь жить и честь умереть. В этом мне, Святый Боже, моя любовь к Украине Родной и народу, помоги.
Оригинальный текст (укр.)Клянусь честю громадянина Української Народньої Республіки і торжественно присягаю Всемогущому Богу вірно Українській Народній Республіці служити, слухняно повинуватися її верховній владі Діректорії, правительству і народній армії. Присягаю поважати і захищати накази і всякі препоручення їх по службі, точно їх виконувати супроти всякого ворога Української Народньої Республіки та трудящого люду, хто-б цей ворог не був і де тільки воля Верховної Республіканської влади буде вимагать: на воді, на суші, у воздусі, в день і ніч, в боях, наступах, в сутичках і всякого роду предприємствах, словом на кожному місці, у всяку пору і в кожнім випадку хоробро і мужньо до останньої краплі крові боротися. Своїх військових частин, прапорів і зброї ні в якому разі не кидати, з ворогом ні в які, навіть найменші, порозуміння, не входити, завжди поводитись так, як цього військові закони та честь воїна–лицаря вимагають, в цей спосіб і честь жити і честь умерти. В цьому мені, Святий Боже, моя любов до України Рідньої та народу, допоможи.

Текст присяги утверждён 12 марта 1919 года.